# (1254) Erfordia
(1254) Erfordia – planetoida z grupy pasa głównego asteroid okrążająca Słońce w ciągu 5 lat i 201 dni w średniej odległości 3,13 au. Została odkryta 10 maja 1932 roku w obserwatorium w La Plata przez Johannesa Hartmanna. Nazwa planetoidy pochodzi od łacińskiej nazwy niemieckiego miasta Erfurt. Przed jej nadaniem planetoida nosiła oznaczenie tymczasowe (1254) 1932 JA.